# Jean-Marie Jadoul
Jean-Marie Jadoul (Elsene, 2 juni 1930 - Halle, 22 december 2019) was een Belgisch hockeyer.

## Levensloop
Jadoul was actief bij Royal Léopold HC. Met deze club won hij verschillende landstitels.
Daarnaast maakte hij deel uit van het Belgisch hockeyteam. Hij was onder meer reservespeler bij de Olympische Zomerspelen van 1948.